# 흑석역
흑석역(黑石, Heukseok station) 또는 중앙대입구역(中央大入口, Chung-Ang Univ. station)은 서울특별시 동작구에 위치한 서울 지하철 9호선의 지하철역이다. 중앙대입구는 병기역명으로, 인근에 중앙대학교가 있다. 이 역부터 여의도역까지 계속 상대식 승강장이다.

## 역명 논쟁
역의 이름을 정할 당시 인근에 위치한 중앙대학교와 역명 제정에 관한 논쟁이 있었던 역으로 중앙대학교 측은 '중앙대역'이나 '중앙대흑석역'을 건의하였으나, 역명은 흑석으로 제정되었다가 서울시 지명위원회에서 재차 변경 결정하여 부역명으로 중앙대입구를 병기하기로 결정하였다. 그 대신 개통과 동시에 7호선의 상도역에서 부역명으로 쓰이던 '중앙대앞'이라는 병기역명을 정식으로 폐지하기로 결정하였다.

## 역사
- 2008년 9월 18일 : 흑석(중앙대입구)역으로 역명 결정[6]
- 2009년 7월 24일 : 서울 지하철 9호선 개화 ~ 신논현 구간 개통과 함께 영업 개시

## 역 구조
2면 2선의 상대식 승강장을 가지고 있으며, 승강장에 스크린도어가 설치되어 있다.

### 승강장
| 노들 ↑ |
| \| 하  |
| ↓ 동작 |

| 하행 | ● 서울 지하철 9호선 | 일반 노량진 · 샛강 · 당산 · 김포공항 · 개화 방면                          |
| 상행 | ● 서울 지하철 9호선 | 일반 동작 · 신논현 · 선정릉 · 종합운동장 · 올림픽공원 · 중앙보훈병원 방면 |

## 역 주변
- 동작구흑석체육센터
- 원불교 서울교당
- 중앙대학교
- 중앙대학교병원
- 효사정
- 서울흑석초등학교
- 효사정공원 (효사정)
- 흑석중앙시장
- 서달로
- 흑석뉴타운

## 사진

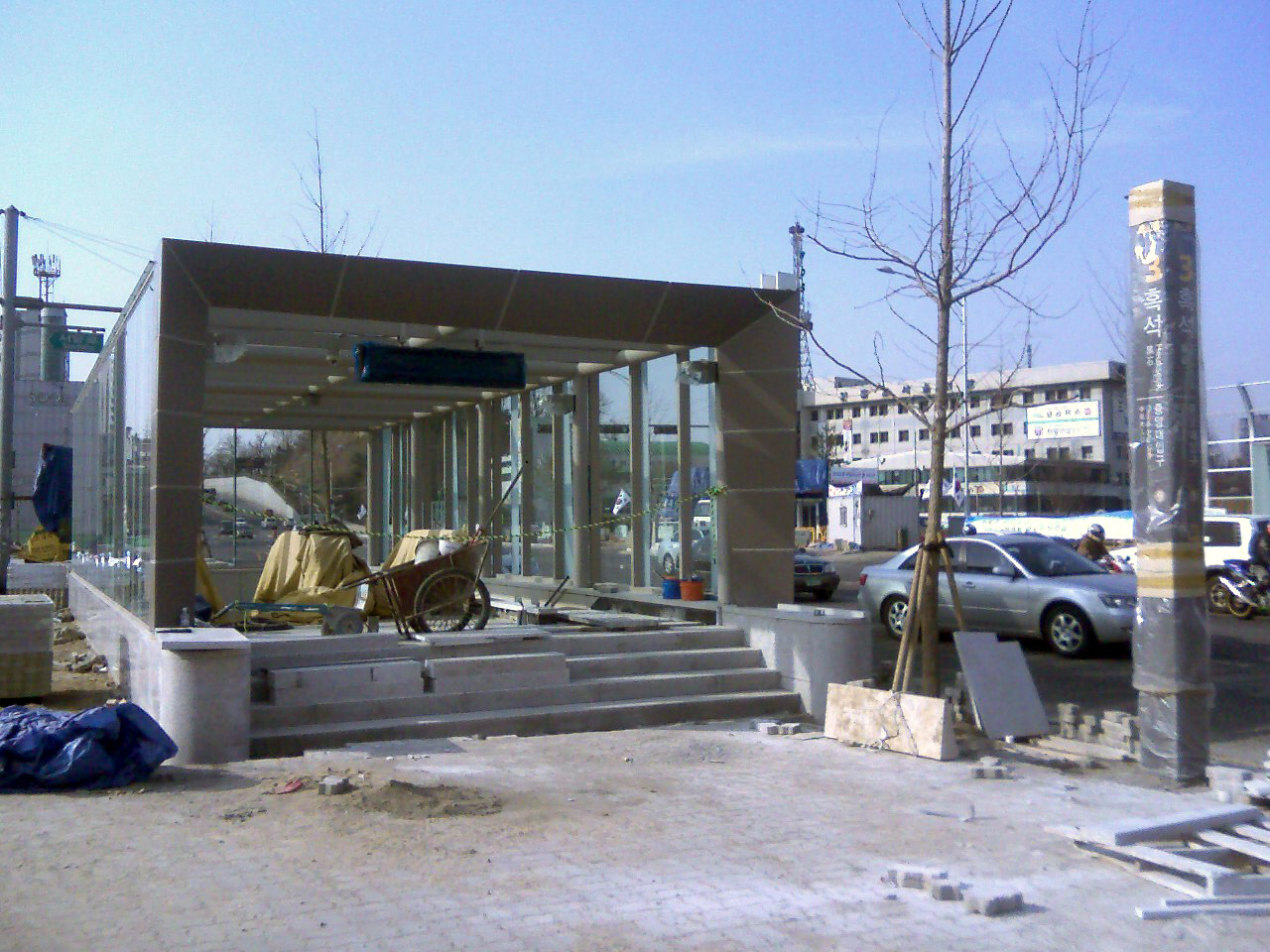
3번 출구(개통전)
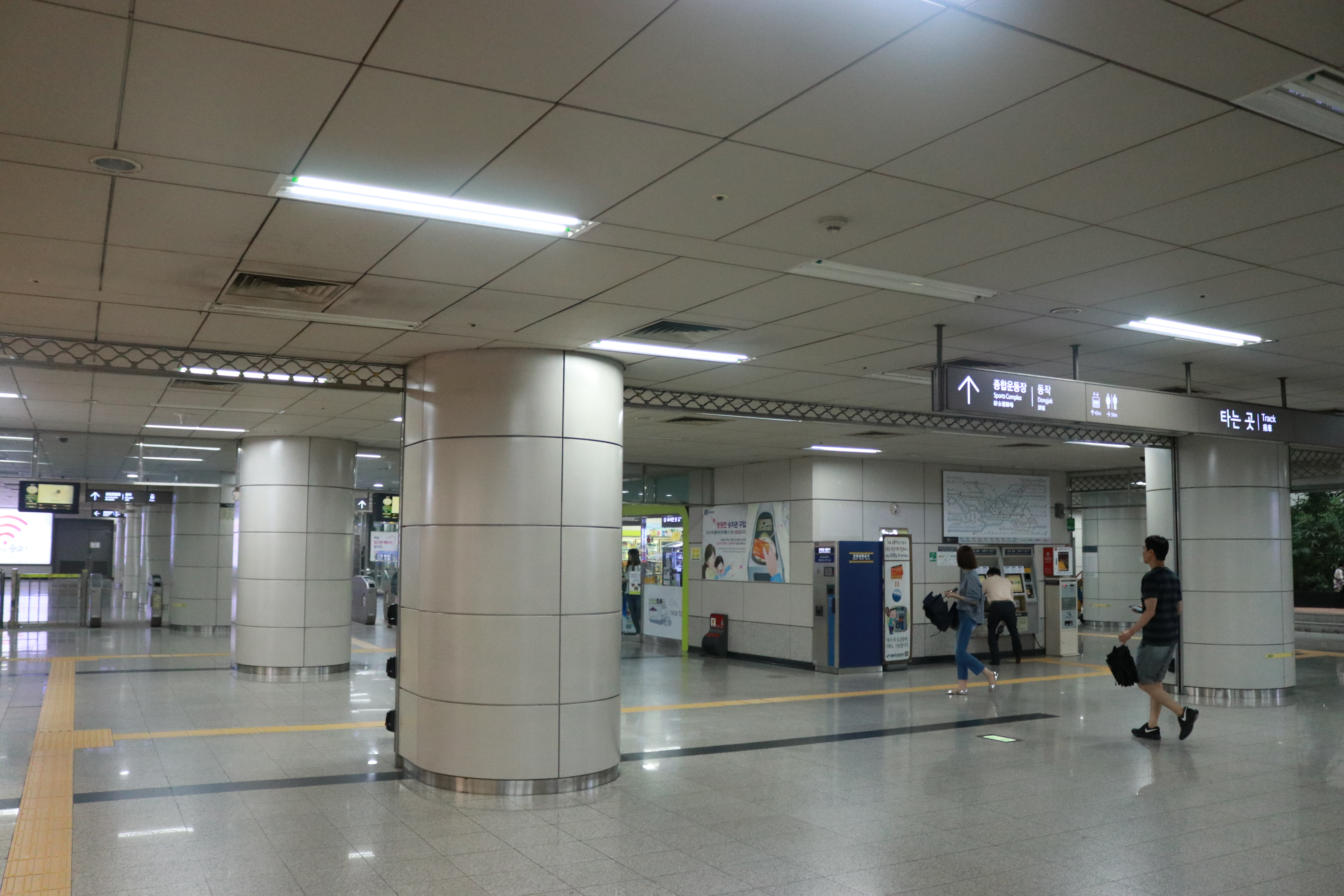
대합실

## 이용객 변동
2009년 자료는 개통일인 2009년 7월 24일부터 12월 31일까지인 161일치만이 반영된 것이다.
| 노선  | 노선 | 일평균 인원수 (명/일) | 일평균 인원수 (명/일) | 일평균 인원수 (명/일) | 일평균 인원수 (명/일) | 일평균 인원수 (명/일) | 일평균 인원수 (명/일) | 일평균 인원수 (명/일) | 일평균 인원수 (명/일) | 일평균 인원수 (명/일) | 각주  |
| 노선  | 노선 | 2009년                | 2010년                | 2011년                | 2012년                | 2013년                | 2014년                | 2015년                | 2016년                | 2017년                | 각주  |
| ----- | ---- | --------------------- | --------------------- | --------------------- | --------------------- | --------------------- | --------------------- | --------------------- | --------------------- | --------------------- | ----- |
| 9호선 | 승차 | 5,505                 | 7,194                 | 8,466                 | 9,758                 | 10,926                | 11,563                | 11,254                | 10,727                | 10,106                | [ 7 ] |
| 9호선 | 하차 | 5,523                 | 7,226                 | 8,481                 | 9,875                 | 11,117                | 11,791                | 11,465                | 11,095                | 10,404                | [ 7 ] |

## 인접한 역
| 서울 지하철 9호선  | 서울 지하철 9호선        | 서울 지하철 9호선          |
| ------------------ | ------------------------ | -------------------------- |
| 918 노들 개화 방면 | ● 서울 지하철 9호선 일반 | 920 동작 중앙보훈병원 방면 |

## 같이 보기
- 중앙대학교